# Josep Maria Comadevall
Josep Maria Comadevall Crous, plus connu comme Pitu, né le 24 novembre 1983 à Salt (Catalogne, Espagne), est un footballeur espagnol qui joue au poste de milieu de terrain. Il joue actuellement avec l'UE Llagostera.

## Biographie
Pitu se forme à La Masia, le centre de formation du FC Barcelone. L'entraîneur Frank Rijkaard le fait débuter en première division avec Barcelone lors de la saison 2004-2005 au stade de San Mamés face à l'Athletic Bilbao.
En 2006, il est prêté au Girona FC. En 2007, il rejoint l'UD Las Palmas. En été 2009, il se retrouve sans équipe après s'être libéré du contrat avec Las Palmas. Il retrouve un club lors du mercato d'hiver en signant avec CF Badalona qui joue en Segunda División B. En 2010, il joue avec CE L'Hospitalet jusqu'en 2012.
En 2012, il rejoint l'UE Llagostera qui parvient à monter en deuxième division en 2014.

## Palmarès
- Champion d'Espagne en 2006 avec le FC Barcelone